# Ivanjševci
Ivanjševci (węg. Alsójánosfa) – wieś w Słowenii, gmina Moravske Toplice. 1 stycznia 2017 liczyła 37 mieszkańców.